# Жан-Клод Сюодо
Жан-Клод Сюодо (фр. Jean-Claude Suaudeau, нар. 24 травня 1938, Шоле) — французький футболіст, що грав на позиції півзахисника. По завершенні ігрової кар'єри — тренер. Виступав, зокрема, за клуб «Нант», а також національну збірну Франції. Дворазовий чемпіон Франції. Володар Суперкубка Франції. Дворазовий чемпіон Франції (як тренер). Тричі визнавався кращим тренером року у Франції.

## Клубна кар'єра
Жан-Клод Сюодо дебютував у дорослому футболі 1956 року виступами за команду «СО Шоле», в якій грав до 1960 року.
У 1960 року Сюодо перейшов до клубу «Нант», за який грав до 1969 року. У складі «Нанта» став одним із основних гравців середньої лінії команди, за цей час зіграв 275 матчів у чемпіонаті країни, двічі виборював титул чемпіона Франції, та ставав володарем Суперкубка Франції. Завершив виступи на футбольних полях у команді «Нант» у 1969 році.

## Виступи за збірну
У 1966 році Жан-Клод Сюодо дебютував у складі національної збірної Франції. У збірній грав до 1967 року, загалом провів у її формі 4 матчі, у яких забитими голами не відзначився.

## Кар'єра тренера
У 1973 році Жан-Клод Сюодо очолив молодіжну команду клубу «Нант». У 1982 році Сюодо став головним тренером першої команди клубу «Нант». У сезоні 1982—1983 років здобув із командою звання чемпіон Франції вже як тренер. У 1988 році Сюодо покинув пост головного тренера команди.
У 1991 році Жан-Клод Сюодо вдруге за кар'єру очолив «Нант», і в сезоні 1994—1995 років вдруге здобув титул чемпіона Франції як тренер. У 1997 році Сюодо залишив пост головного тренера «Нанта», після цього тренерською діяльністю не займався.

## Титули і досягнення

### Як гравця
- Чемпіон Франції (2):

«Нант»: 1964–1965, 1965–1966
- Володар Суперкубка Франції (1):

«Нант»: 1965

### Як тренера
- Чемпіон Франції (2):

«Нант»: 1982–1983, 1994–1995

### Особисті
- Тренер року у Франції:1985, 1992, 1994